# 定額データプラン
定額データプラン（ていがくデータプラン）とはNTTドコモが提供するデータ通信の定額サービスである。

## 概要
パソコンとFOMA接続しISPに接続する際、定額でデータ通信を行うことができる料金プランである。大きく2種類のタイプがあり、1つは最大7.2Mbpsの高速通信での定額パックである定額データプランHIGH-SPEEDと、64Kbpsと速度が制限されるが、安価の定額データプラン64Kとなる。なお、プロバイダにはdocomoのmopera Uやspモード等をはじめとした大手プロバイダが利用可能。
販売代理店への多額のコミッション提供により、全国各地でパソコンとのセット契約割引施策が実施され契約数を伸ばしたが、「Xi」データプランへの移行を促すため、現在は展開を縮小しつつある。

## 定額データプランHIGH-SPEED
下り最大7.2Mbps、上り最大5.4Mbpsの高速データ通信用定額プランとなる。利用可能エリアはFOMAハイスピード（HSPA）エリアとFOMAエリアで利用できる。但し、FOMAエリアでの通信速度は上り下り最大384kbpsとなる。

### 料金体系
定額データプランHIGH-SPEEDは基本的には二段階定額の料金プランとなっている。
2008年9月より、2年間の継続利用を条件として定額上限額を大幅に割引く定額データ割がスタートした。2009年7月からは定額データ割の新規受付が終了し、これに替わって1000円から始められる定額データスタンダード割がメインとなっている。原則として途中で契約を解除した場合は契約期間に応じて多額の解約違約金が発生する。
従来は定額データプラン スタンダードのみであったが、2011年3月15日からは新たに完全定額制の定額データプラン フラットと、スマートフォンでの利用を想定した定額データプラン スタンダード2、並びに定額データ スタンダード割2が提供開始された。
また、通常のコース（音声契約におけるベーシックコースに相当）とバリューコースがあり、通常のコースは端末代金を15,750円引きで購入できる。バリューコースは月額料金が735円減額されるが、端末の購入サポートは受けられない。
| プラン           | 種別          | コース   | パケット通信料     | 割引                      | 下限    | 上限    |
| ---------------- | ------------- | -------- | ------------------ | ------------------------- | ------- | ------- |
| 定額データプラン | スタンダード  | バリュー | 0.042円／パケット  | 定額データスタンダード割  | 1,000円 | 5,985円 |
| 定額データプラン | スタンダード  | バリュー | 0.042円／パケット  | 割引なし                  | 2,000円 | 9,765円 |
| 定額データプラン | スタンダード2 | バリュー | 0.0315円／パケット | 定額データスタンダード割2 | 2,500円 | 5,985円 |
| 定額データプラン | スタンダード2 | バリュー | 0.0315円／パケット | 割引なし                  | 3,500円 | 9,765円 |
| 定額データプラン | フラット      | バリュー | 0.0315円／パケット | 定額データスタンダード割2 | 5,480円 | 5,480円 |
| 定額データプラン | フラット      | バリュー | 0.0315円／パケット | 割引なし                  | 9240円  | 9240円  |

### 利用可能機種
HIGH-SPEED対応機種
- データカードタイプ USB接続タイプ

N2502 HIGH-SPEED - A2502 HIGH-SPEED - M2501 HIGH-SPEED - L-02A - L-05A - L-07A - L-02C
- HIGH-SPEED対応FOMAのモデム利用
- スマートフォン（単体での接続対応機種）

| OS            | 機種 |
| ------------- | --- |
| Windows Phone | T-01A - SC-01B - T-01B - F-05B - H-21 Business SmartPhone |
| android       | HT-03A - XPERIA（SO-01B） - GALAXY S - GALAXY Tab - LYNX（SH-10B) LYNX3D（SH-03C） - REGZA Phone（T-01C） - L-04C（Optimus Chat） MEDIAS（N-04C） - XPERIA arc（SO-01C） - L-06C（Optimus Pad） |

- モバイルWiFiルータ

Portable WiFi - BF-01B - HW-01C
- HIGH-SPEEDモジュール内蔵PC

### 対応プロバイダ
mopera U　OCN　ぷらら インフォスフィア IIJmio　他

spモード（ドコモ スマートフォンの対応機種限定）

## 定額データプラン64K
エリア、対応機種は定額データプランHIGH-SPEEDと同じであるが
通信速度が64Kbpsまでとなる。@freedの代替のプランである。
利用料金がバリュープランの場合3,300円（税別）の定額制と、定額データプランHIGH-SPEEDよりも、大幅に安価となる。対応プロバイダは上記定額データプランHIGH-SPEEDと同じ。
2013年2月28日のサービス終了に伴い、契約している場合は2013年3月1日より「定額データプラン128K」に自動移行となる。

## プロトコル通信制限
「定額データプラン スタンダード」「定額データプラン 64K」では、ファイル交換ソフトやVoIPを使用するソフトウェア、及び一部のUDPを使用する通信において通信制限がある。なお、「定額データプラン スタンダード2」「定額データプラン フラット」は、このプロトコル通信制限の対象外である。

## 同様のサービス
- WINシングル定額 - au
- EMモバイルブロードバンド - イーモバイル

## 関連事項
- モバイルデータ通信定額制
- Biz・ホーダイ
- FOMAハイスピード